# Onesse-Laharie
Onesse-et-Laharie là một xã, thuộc tỉnh Landes trong vùng Nouvelle-Aquitaine. Xã này có diện tích 132,13 kilômét vuông, dân số năm 2006 là 939 người. Xã này nằm ở khu vực có độ cao trung bình 39 mét trên mực nước biển.

## Biến động dân số
| Năm | 1962 | 1968 | 1975 | 1982 | 1990 | 1999 | 2006 |
| --- | ---- | ---- | ---- | ---- | ---- | ---- | ---- |
| Dân số | 825  | 904  | 911  | 966  | 981  | 927  | 939  |
| From the year 1962 on: No double counting—residents of multiple communes (e.g. students and military personnel) are counted only once. |      |      |      |      |      |      |      |